# Sphenomonas elongata
Sphenomonas elongata is een soort in de taxonomische indeling van de Euglenozoa. Deze micro-organismen zijn eencellig en meestal rond de 15-40 mm groot. Het organisme komt uit het geslacht Sphenomonas en behoort tot de familie Astasiaceae. Sphenomonas elongata werd ontdekt door Lackey.